# یواس‌ان‌اس سرجوخه فرانک جی پترارکا (تی-ای‌کی-۲۵۰)
یواس‌ان‌اس سرجوخه فرانک جی پترارکا (تی-ای‌کی-۲۵۰) (به انگلیسی: USNS Private Frank J. Petrarca (T-AK-250)) یک کشتی بود. این کشتی در سال ۱۹۴۵ ساخته شد.